# Ануфрієв Олександр Олександрович
Олекса́ндр Олекса́ндрович Ану́фрієв (рос. Александр Александрович Ануфриев; 1 червня 1926 — 26 вересня 1966) — комі легкоатлет, олімпійський медаліст.

## Біографія
Олександр Ануфрієв народився в 1926 році в селі Іжма за національністю — комі-іжемець. З 1936 року жив з батьками в Нар'ян-Марі. Після школи працював візником на лісозаводі, потім теслею. У 1944 році був призваний в армію, воював на Карельському фронті, був поранений. Для подолання наслідків поранення Ануфрієв почав самостійні спортивні заняття, за допомогою яких повністю відновив здоров'я і зміг продовжити службу у військах МВС у місті Дзержинську Горьковської області. Після демобілізації в 1950 році Олександр Ануфрієв був зарахований на Горьковський автомобільний завод, де тренував команду з легкої атлетики. У 1951 році на чемпіонаті РРФСР він був першим на дистанціях 5000 м і 10 000 м, на чемпіонаті СРСР став призером на дистанції 5000 м і був включений в олімпійську збірну СРСР. У 1952 році на Олімпійських іграх у Гельсінкі Олександр Ануфрієв завоював бронзову медаль на дистанції 10 000 м.
У 1954 році Олександр Ануфрієв вступив до школи тренерів при Київському державному інституті фізкультури. Завершивши навчання, він працював у ЦР ДСТ «Авангард» (з 1956), потім був тренером з легкої атлетики в Київській раді цього товариства (1959). У 1960 став тренером з легкої атлетики в Сєверодвінську, у 1961—1962 роках — інструктором спортклубу заводу «Запоріжсталь». У 1963 переїхав до Нар'ян-Мара, працював теслею на Печорському лісозаводі № 51 і на громадських засадах керував на підприємстві легкоатлетичною секцією.
Олександр Ануфрієв трагічно загинув 1966 року внаслідок транспортної пригоди на річці Печора.

## Результати

### Виступи на змаганнях
Олександр Ануфрієв завоював одну бронзову олімпійську медаль з легкої атлетики — біг на 10 000 метрів.
| Рік  | Змагання               | Місто     | Дистанція | Місце       | Результат | Дата      |
| ---- | ---------------------- | --------- | --------- | ----------- | --------- | --------- |
| 1952 | Літні Олімпійські ігри | Гельсінкі | 5 000 м   | 1 (забіг 3) | 14.23,6   | 22 липня  |
| 1952 | Літні Олімпійські ігри | Гельсінкі | 5 000 м   | 10          | 14.31,4   | 24 липня  |
| 1952 | Літні Олімпійські ігри | Гельсінкі | 10 000 м  | III         | 29.48,2   | 20 липня  |
| 1954 | Чемпіонат Європи       | Берн      | 5 000 м   | 8           | 30.19,4   | 25 серпня |

| Рік  | Місто     | Дистанція | Результат | Дата            | Місце |
| ---- | --------- | --------- | --------- | --------------- | ----- |
| 1952 | Ленінград | 5000 м    | 14.26,8   | 24—30 серпня    | I     |
| 1952 | Ленінград | 10000 м   | 29.59,6   | 24—30 серпня    | I     |
| 1953 | Москва    | 5000 м    | 14.22,0   | 23—25 серпня    | II    |
| 1953 | Москва    | 10000 м   | 30.31,4   | 23—25 серпня    | II    |
| 1954 | Київ      | 5000 м    | 14.23,0   | 13—16 вересня   | III   |
| 1954 | Київ      | 10000 м   | 30.02,6   | 12 вересня      | III   |
| 1955 | Тбілісі   | 10000 м   | 30.11,6   | 13—17 листопада | III   |
| 1956 | Москва    | 10000 м   | 29.54,0   | 5 серпня        | III   |

### Рекорди
Олександр Ануфрієв першим з радянських бігунів пробіг 5000 метрів швидше, ніж за 14 хвилин. Крім того, він ще 4 рази поліпшував рекорд СРСР у бігові на 10 000 метрів.